# 美洲太阳俱乐部
美洲太阳俱乐部(Club Sol de America)，巴拉圭亚松森市的一个体育俱乐部，其足球部最为著名。